# Lycia recognita
Lycia recognita là một loài bướm đêm trong họ Geometridae.